# Compsomelissa rufa
Compsomelissa rufa är en biart som först beskrevs av Michener 1977.  Compsomelissa rufa ingår i släktet Compsomelissa och familjen långtungebin. Inga underarter finns listade i Catalogue of Life.